# 猴子咬傷
猴子咬傷據世界衛生組織統計佔動物咬傷案件的2%至21%，可能造成傷口細菌感染，甚至傳播皰疹B病毒或狂犬病等足以致命的病毒。猴咬傷的處理方式因咬傷部位、病人健康狀況與當地猴群是否可能帶有狂犬病毒而異，清理傷口後可能需服用抗生素以預防細菌感染、施打破傷風疫苗或狂犬病疫苗、以及使用抗病毒藥物預防B病毒感染。
皰疹B病毒是獼猴普遍帶原的病毒，一般不對獼猴造成明顯症狀，感染人類卻可致死，不過目前紀錄感染B病毒的人類病例皆是被實驗室中的獼猴傳染，未有被野生獼猴傳染者。
許多研究統計顯示被動物攻擊而需施打狂犬病疫苗的旅行者中，被猿猴攻擊者的比例僅次於犬咬，且在東南亞甚至可能比犬類攻擊更常發生，有統計顯示1960年至2013年全世界共有25起猿猴將狂犬病毒傳染給人類的病例，其中20起發生在巴西。